# Hans Snycerz

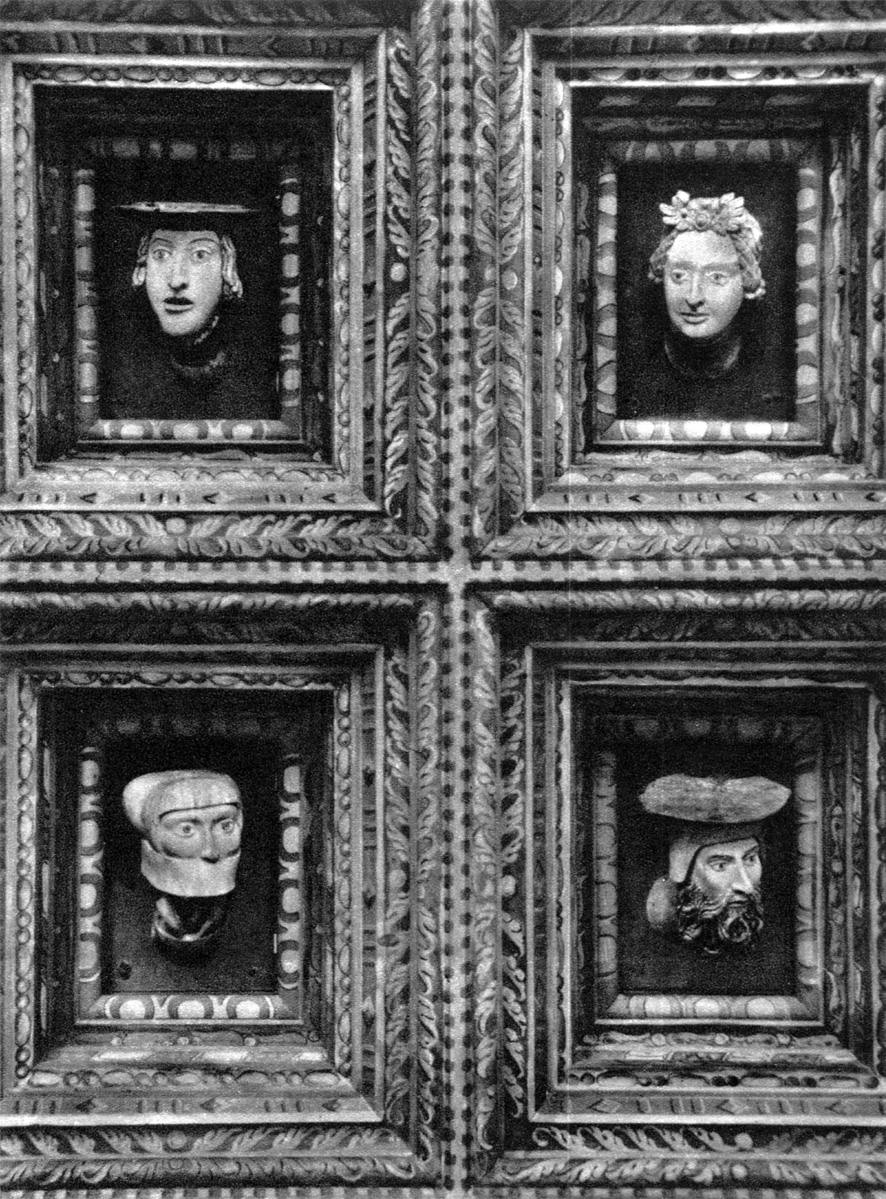
Głowy wawelskie

Hans Snycerz (ur. ?  – zm. 1545) był artystą późnego gotyku. Razem  z Sebastianem Tauerbachem stworzył słynne głowy wawelskie.